# Marco Oneto
Marco Antonio Oneto Zúñiga (* 3. Juni 1982 in Viña del Mar, Chile) ist ein ehemaliger chilenischer Handballspieler und gilt als erfolgreichster Akteur seines Landes in dieser Sportart. Acht Jahre lang war er Kapitän der chilenischen Nationalmannschaft. Da seine Familie aus Italien stammt, besitzt er neben der chilenischen auch die italienische Staatsangehörigkeit. Der 2,04 Meter große Kreisläufer galt vor allem als Defensiv-Spezialist.

## Karriere

### Vereine
Nachdem Oneto als Jugendlicher zunächst mit dem Basketballspielen begonnen hatte, widmete er sich mit 13 Jahren dem Handball. Er spielte zunächst am Colegio Coeducacional de Quilpué. Im Alter von 16 Jahren lehnte er ein Angebot des brasilianischen Clubs ADC Metodista ab, da er bereits anstrebte, sich nach seinem Schulabschluss nach Spanien zu begeben. Ein Jahr später schloss er sich so der Jugendmannschaft des FC Barcelona an. Dort fiel er dem damaligen Trainer des Profi-Teams Valero Rivera positiv auf. Bereits in der darauffolgenden Saison lief er für die zweite Mannschaft (Tersa Adriànense) auf. Es folgte ein Wechsel zu Intersa Alicante und ein Jahr später zu CB Cangas. Mit dem FC Barcelona gewann er 2011 und 2012 die spanische Meisterschaft sowie 2011 die EHF Champions League. In der Saison 2012/13 spielte Oneto beim MKB Veszprém KC, mit dem er ungarischer Meister wurde. Ab 2013 war er in der Handball-Bundesliga für den SC Magdeburg aktiv, von dem er im Sommer 2014 zum Ligakonkurrenten GWD Minden wechselte. Nach dem Abstieg von Minden wechselte er zu Wisła Płock nach Polen. Nachdem Oneto nach der Saison 2015/16 vertragslos war, unterschrieb er im Dezember 2016 einen Vertrag beim portugiesischen Verein Sporting Lissabon. Im Sommer 2017 schloss er sich dem italienischen Erstligisten ASD Teamnetwork Albatro Syrakus an. Am Ende der Saison 2017/18 beendete er dort seine Vereinskarriere.

#### Saisonbilanzen
| Saison  | Verein                                  | Spielklasse                      | Spiele     | Tore       |
| ------- | --------------------------------------- | -------------------------------- | ---------- | ---------- |
| 2000/01 | Tersa Adriànense (FC Barcelona B)       | División de Honor „B“            |            |            |
| 2001/02 | Intersa Alicante                        | División de Honor „B“            |            |            |
| 2002/03 | CB Cangas                               | Liga ASOBAL                      |            |            |
| 2003/04 | CB Cangas                               | Liga ASOBAL                      | 27         | 7          |
| 2004/05 | Frigoríficos del Morrazo (CB Cangas)    | Liga ASOBAL                      |            |            |
| 2005/06 | Bidasoa Irún                            | Liga ASOBAL                      | 20         | 7          |
| 2006/07 | Bidasoa Irún                            | Liga ASOBAL                      | 29         | 33         |
| 2007/08 | Naturhouse La Rioja                     | Liga ASOBAL                      | 23         | 65         |
| 2008/09 | Naturhouse La Rioja/FC Barcelona Borges | Liga ASOBAL                      | 25 (15/10) | 69 (48/21) |
| 2009/10 | FC Barcelona Borges                     | Liga ASOBAL                      | 20         | 47         |
| 2010/11 | FC Barcelona Borges                     | Liga ASOBAL                      | 18         | 35         |
| 2011/12 | FC Barcelona Intersport                 | Liga ASOBAL                      | 11         | 13         |
| 2012/13 | MKB Veszprém KC                         | Nemzeti Bajnokság                | 17         | 39         |
| 2013/14 | SC Magdeburg                            | Bundesliga                       | 25         | 19         |
| 2014/15 | GWD Minden                              | Bundesliga                       | 28         | 36         |
| 2015/16 | Orlen Wisła Płock                       | Superliga                        | 8          | 17         |
| 2016/17 | Sporting Lissabon                       | Andebol 1                        | 8          | 5          |
| 2017/18 | ASD Teamnetwork Albatro Syrakus         | Serie A - 1ª Divisione Nazionale | 11         | 26         |
| gesamt  | gesamt                                  | gesamt                           | ≥ 270      | ≥ 418      |

### Nationalmannschaft
Oneto bestritt zunächst 13 Länderspiele für die Junioren-Nationalmannschaft seines Heimatlandes und gewann mit der U-21-Auswahl Bronze bei den Südamerikaspielen 2002. Später gehörte er dem Kader der A-Nationalmannschaft an und war von 2011 bis 2019 ihr Kapitän.
Mit dem Team nahm er an drei Weltmeisterschaften teil, bei denen Chile im jeweiligen 24er-Teilnehmerfeld jedoch erwartungsgemäß Platzierungen im hinteren Bereich erreichte: 2011 (22. Platz), 2015 (23. Platz) und 2019 (16. Platz). Die Weltmeisterschaften von 2013 und 2017 verpasste er verletzungsbedingt.
Bei verschiedenen pan- und südamerikanischen Wettbewerben wurden reihenweise dritte Plätze errungen: je zweimal bei den Panamerikanischen Spielen (2011 und 2015) sowie den Südamerikaspielen (2014 und 2018) und dreimal bei den Panamerikameisterschaften (2012, 2014 und 2018). Bei den Panamerikanischen Spielen 2019 konnte erstmals auch die Silbermedaille errungen werden. Im Anschluss beendete er zunächst auch seine Nationalmannschafts-Karriere, änderte seine Meinung jedoch wieder und lief bereits bei der Süd- und Zentralamerikameisterschaft 2020 erneut auf.
2014 wurde er in eine Weltauswahl unter Trainer Slavko Goluža berufen, für die er allerdings aufgrund einer Bein-Verletzung nicht auflaufen konnte. 2012 (zudem als bester Spieler) und 2014 wurde er in die Auswahl der Panamerikameisterschaften gewählt.
Oneto bestritt 113 Länderspiele, in denen er 190 Tore erzielte. Besonders in den Anfangsjahren seiner Karriere verpasste er zahlreiche Länderspiele und Turniere, da vor allem die Turniere zeitlich nur schwer in Einklang mit seinen Verpflichtungen bei den europäischen Vereinen zu bringen waren.

## Erfolge
Spanien
Spanischer Meister (2): 2011, 2012
Spanischer Vizemeister (2): 2009, 2010
Spanischer Pokalsieger (2): 2009, 2010
Copa-ASOBAL-Sieger (2): 2010, 2012
Spanischer Supercup-Sieger (2): 2009, 2010
Pyrenäen-Liga-Sieger (3): 2009, 2010, 2011
Ungarn
Ungarischer Meister (1): 2013
Ungarischer Pokalsieger (1): 2013
Portugal
Portugiesischer Meister (1): 2017
Portugiesischer Vize-Pokalsieger (1): 2017
Polen
Polnischer Vizemeister (1): 2016
Polnischer Vize-Pokalsieger (1): 2017
Europapokal
EHF-Champions-League-Sieger (1): 2011
EHF-Challenge-Cup-Sieger (1): 2017
Nationalmannschaft
Silber  Panamerikanische Spiele (1): 2019
Bronze  Panamerikanische Spiele (2): 2011, 2015
Bronze  Panamerikameisterschaften (3): 2012, 2014, 2018
Bronze  Südamerikaspiele (2): 2014, 2018
Bronze  U-21-Südamerikaspiele (1): 2002

## Persönliche Auszeichnungen
- Weltauswahl-Nominierung (1): 2014
- Wahl in die Auswahl der Panamerikameisterschaften (2): 2012, 2014
- MVP der Panamerikameisterschaften (1): 2012

## Sonstiges

### Familie
Oneto ist seit 2016 verheiratet. Zusammen mit Ehefrau Stephanie hat er einen Sohn (* 2017) und eine Tochter (* 2019). Die Familie lebt gemeinsam in Concón.